# Sue Prideaux
Sue Prideaux (Londra, 1º giugno 1946) è una scrittrice e biografa britannica d'origine norvegese.

## Biografia
Di origini norvegesi (sua madrina è stata dipinta da Edvard Munch), è nata a Londra nel 1946 e ha studiato e in seguito esercitato la professione di storica dell'arte a Firenze, Parigi e Londra.
Ha esordito nel 1997 con Rude mechanicals, ritratto di una coppia borghese di mezza età in crisi, al quale ha fatto seguito l'anno successivo il suo romanzo storico di maggior successo: Magnetic North, ambientato in Scandinavia.
A partire dal 2005 con Edvard Munch: Behind the Scream ha concentrato i propri sforzi sul genere biografico, pubblicando altre 4 biografie di personaggi illustri ed ottenendo numerosi riconoscimenti tra i quali si ricorda l'Hawthornden Prize nel 2019 per il suo ritratto di Friedrich Nietzsche.

## Opere (parziale)

### Romanzi
- Rude mechanicals (1997)
- Magnetic North (1998)

### Biografie
- Edvard Munch: Behind the Scream (2005)
- Thore Heramb (2006)
- Alexander Adams, ruins and landscapes (2007)
- Strindberg: A Life (2012)
- Io sono dinamite: vita di Friedrich Nietzsche (I Am Dynamite! A Life of Nietzsche, 2018), Milano, Utet, 2019 traduzione di Luisa Agnese Dalla Fontana ISBN 978-88-511-7123-0.
- Wild Thing: A Life of Paul Gauguin (2024)

## Premi e riconoscimenti

### Vincitrice
- James Tait Black Memorial Prize per la biografia: 2005 con Edvard Munch: Behind the Scream
- Duff Cooper Prize: 2012 con Strindberg: A Life[6] e 2024 con Wild Thing: A Life of Paul Gauguin[7]
- Hawthornden Prize: 2019 con Io sono dinamite: vita di Friedrich Nietzsche